# Stenocercus chota
Stenocercus chota este o specie de șopârle din genul Stenocercus, familia Tropiduridae, descrisă de Torres-carvajal în anul 2000. Conform Catalogue of Life specia Stenocercus chota nu are subspecii cunoscute.